# Boží Dar
Boží Dar (deutsch Gottesgab) ist eine Stadt im  Okres Karlovy Vary und der gleichnamigen Region in Tschechien. Die alte Bergstadt ist ein bedeutendes Wintersportzentrum im Erzgebirge und die höchstgelegene Stadt Tschechiens.

## Geographie

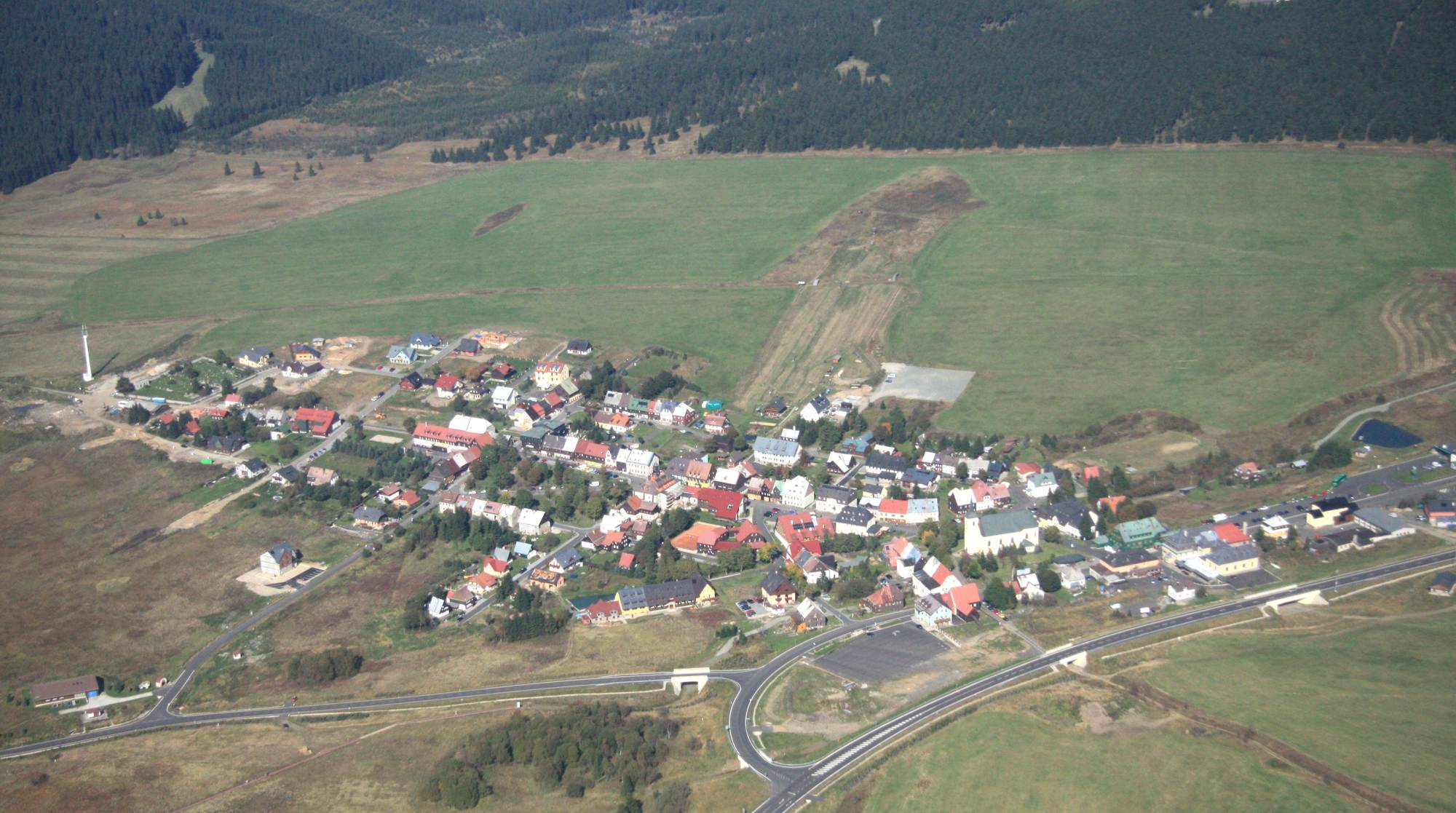
Luftbild der Stadt von Süden (Aufnahme 2009)

### Lage
Die Stadt liegt in Westböhmen auf einer Hochebene auf dem Erzgebirgskamm in einer Höhe von 1028 m n.m. Nördlich des Ortes verläuft die Grenze zu Sachsen. Östlich erhebt sich der Klínovec (deutsch: Keilberg) und unmittelbar südwestlich befindet sich der 1115 m n.m. hohe Božídarský Špičák (deutsch: Spitzberg).
Unweit von Boží Dar, bei der Börnerwiese am 1215 m ü. NN hohen Fichtelberg, liegt auf deutscher Seite die Hauptquelle des Schwarzwassers (tschechisch: Černá). Einer der Nebenbäche fließt direkt durch Boží Dar und mündet beim Standort der früheren Neuen Mühle in das Schwarzwasser.

### Stadtgliederung
Die Stadt Boží Dar besteht aus den Ortsteilen Boží Dar (deutsch: Gottesgab), Ryžovna (deutsch: Seifen) und Zlatý Kopec (deutsch: Goldenhöhe). Grundsiedlungseinheiten sind Boží Dar und Zlatý Kopec.
Auf den Fluren liegen weiterhin die Weiler
- Myslivny (deutsch: Försterhäuser)
- Špičák (deutsch: Spitzberghäuser), abgebrochen
- Neklid (deutsch: Unruh)
- Mílov, zuvor Rozhraní (deutsch: Halbmeil), abgebrochen

Das Gemeindegebiet gliedert sich in die Katastralbezirke Boží Dar und Ryžovna.

### Nachbarorte
|                                          | Breitenbrunn/Erzgeb.                        |                |
| Potůčky (Breitenbach)                    | Kompassrose, die auf Nachbargemeinden zeigt | Oberwiesenthal |
| Pernink (Bärringen), Abertamy (Abertham) | Jáchymov (St. Joachimsthal)                 |                |

## Geschichte

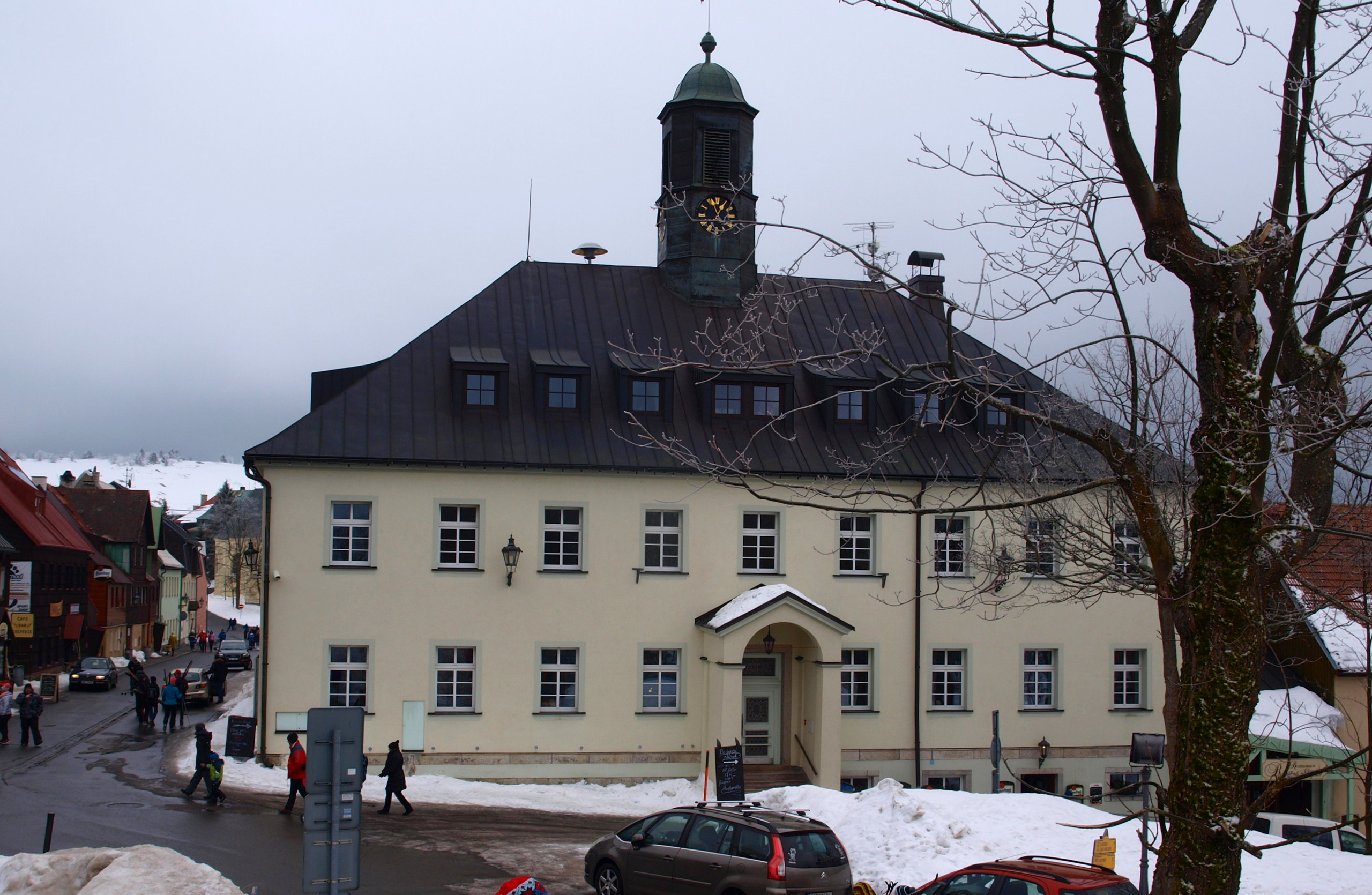
Rathaus

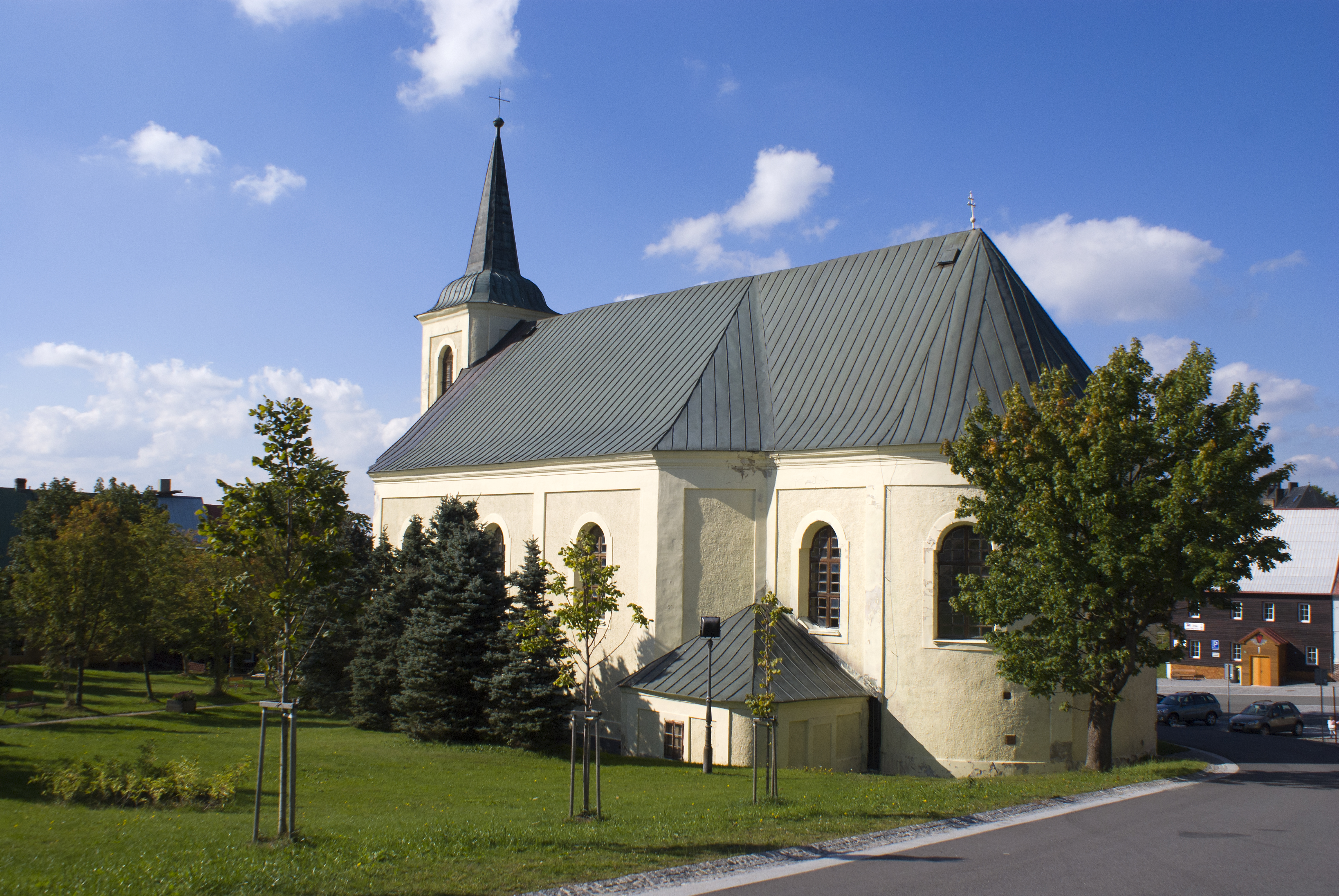
Barockkirche St. Anna

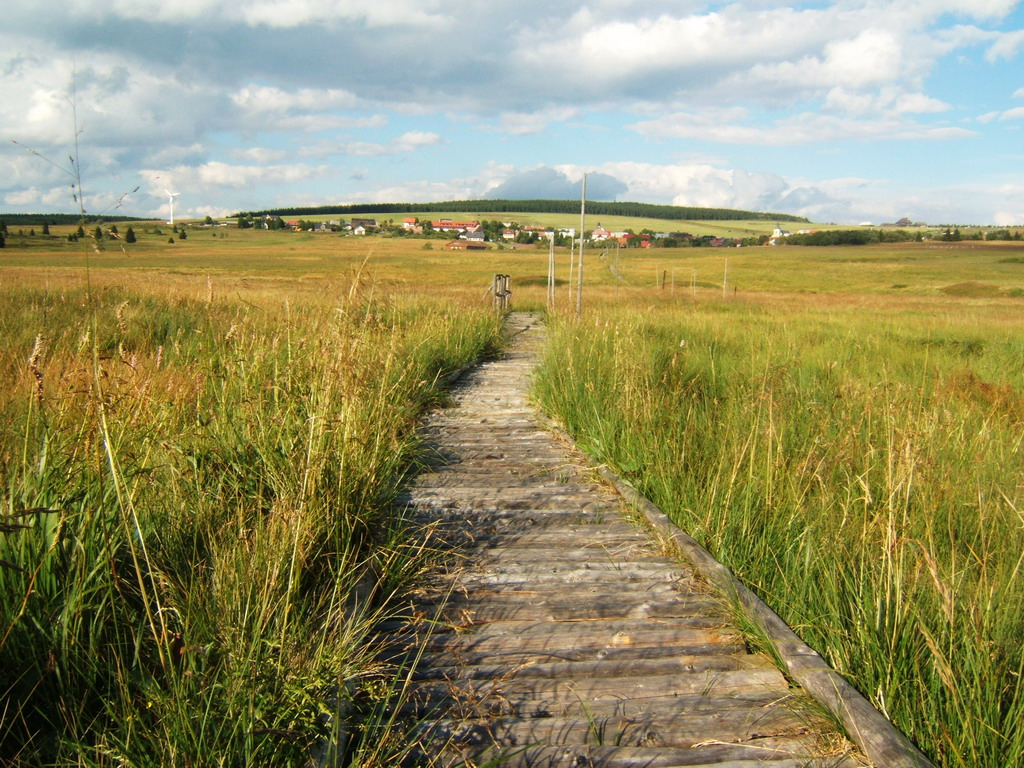
Torfmoor mit dem Stadtzentrum im Hintergrund

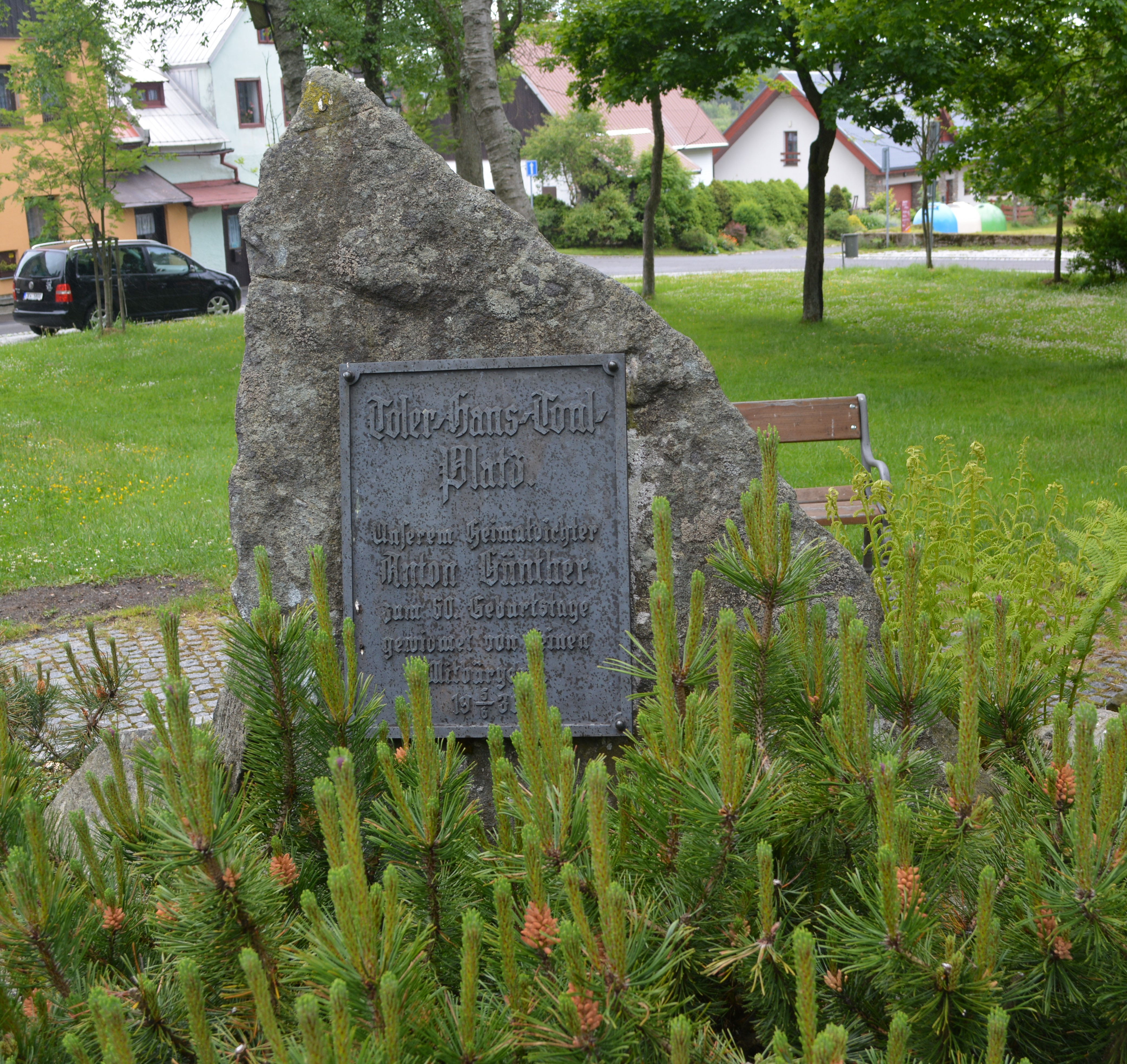
Denkmal für Anton Günther im Stadtzentrum

Die damals sächsische Region um Gottesgab wurde zu Beginn des 16. Jahrhunderts von Bergleuten erschlossen. Es waren Zinnseifner, die vermutlich bereits lange vor 1520 in dieses Gebiet vordrangen. 1520 besaß der Zwickauer Bürger Georg Zolchner die Seifen im oberen Schwarzwassertal. Die Seifen in Gottesgab wurden für 5–10 Groschen Pacht an die Seifner vergeben. Bis dahin hatten die extremen Witterungsbedingungen auf dem Erzgebirgskamm eine dauerhafte Ansiedelung verhindert. 
Erst die Entdeckung von Erzlagerstätten bot in dieser unwirtlichen Umgebung eine wirtschaftliche Perspektive. In der Folge entstand hier vermutlich schon 1517 eine kleine Ansiedlung namens Wintersgrün. Sie befand sich im äußersten Süden der Herrschaft Schwarzenberg, die zum Besitz der Herren von Tettau gehörte. Im Süden befand sich der Grundbesitz der Grafen Schlick mit der gerade aufblühenden Bergstadt Sankt Joachimsthal. Das Zinnseifen wurde ausgeweitet. So bezog Hans Brenner, Inhaber einer Nürnberger Gesellschaft, jährlich 80 bis 100 fl. Ausbeute aus einer Gottesgaber Seife. Eine von dem Seifner Herold in Gottesgab erbaute Schmelzhütte wurde später von dem ersten Stadtrichter der Stadt, Georg Schmucker, übernommen.
Einer Sage nach soll der Name des Ortes Gottesgab, der bis dahin Wintersgrün lautete, auf den sächsischen Kurfürsten Johann Friedrich I. zurückgehen. Als dieser Wintersgrün besuchte, um den blühenden Bergbau zu begutachten, sollen ihm Bergleute einen aus einer Silberstufe ausgehauenen Sessel zum Niedersetzen angeboten haben. Johann Friedrich habe dieses Angebot zurückgewiesen und gesagt: „Das ist Gottesgabe, und so soll die Stadt hinfüro genannt werden.“ Einer anderen Sage nach soll das Pferd des Kurfürsten Johann Friedrich während der Jagd auf der erzgebirgischen Hochebene ein großes Stück Silbererz aus der Erde gestampft haben. Erstaunt hierüber habe der Kurfürst „Das ist eine Gottesgabe!“ ausgerufen, woraufhin die entstehende Bergbausiedlung Gottesgab genannt worden sei.
1526 stieß Valten Thanhorn am benachbarten schönburgischen Fichtelberg auf reiche Silbererze, was ein Jahr später zur Gründung der Bergstadt Oberwiesenthal führte. Schon 1525 wurde in Gottesgab die Grube St. Lorenz auf Silber gemutet. Am 13. Mai 1529 erklärte der sächsische Kurfürst Johann Friedrich I. in einem Brief die Bergbaufreiheit für das Gebiet um Gottesgab. Gleichzeitig verleiht er der Siedlung das Stadtrecht; „Wir wollen auch dieselbe neue berckstadt ewiglich fur ein freyhe berckstadt begnaden.“ Zur Verleihung der Gruben setzt er seinen Bergmeister Hans Glaser ein. Glaser war gleichzeitig für die Zuweisung von Grundstücken und Bauholz für die Bergleute zuständig. 
Am 30. Mai 1533 kaufte der sächsische Kurfürst Johann Friedrich I. die Herrschaft Schwarzenberg für 20.700 rheinische Gulden von den Brüdern Albrecht Christoph und Georg von Tettau. Mit der Entdeckung des  Irrgangs kam es 1533 zu Grenzstreitigkeiten mit den Grafen Schlick. Diese wurden aber einvernehmlich beigelegt. Im Frühjahr 1534 wurde eine Bergordnung für Gottesgab entworfen. Für den Zinnbergbau galt die Bergordnung für Eibenstock und die schwarzenbergischen Wälder von 1534.
Die einzige Straßenverbindung zur neu geplanten Stadt führte über schönburgischen Grund. Um Konflikte und drohende Blockaden zu vermeiden, ließ der Kurfürst eine neue Zugangsstraße über den Rittersgrüner Pass anlegen. Am 20. Juni 1534 erteilte der Kurfürst seinem Bergmeister Hans Glaser den Befehl die begonnene neue Straße von Schwarzenberg nach Gottesgab fertigzustellen. Sie ist heute ein beliebter grenzüberschreitender Wanderweg und führt von Rittersgrün über Goldenhöhe bis nach Gottesgab.
1537 wurde Gottesgab als eigenes Bergrevier vom Bergrevier Schwarzenberg getrennt. Zu dem Revier gehörten Goldenhöhe, Kaff (bei Goldenhöhe), Kleiner und Großer Hengst (zwischen Gottesgab und Abertham), Mückenberg, Schwimminger bei Jungenhengst, Irrgang und Zwittermühl.
Im Prager Vertrag vom 14. Oktober 1546 versprach Kaiser Karl V. Herzog Moritz von Sachsen aus der albertinischen Linie der Wettiner die Übertragung der sächsischen Kurwürde und Gebietsgewinne auf Kosten der ernestinischen Linie nach dem Ende des Schmalkaldischen Krieges. Moritz von Sachsen versprach im Gegenzug u. a., das Vogtland und den südlichen Teil der Herrschaft Schwarzenberg mit den Bergstädten Gottesgab und Platten in den Besitz des Königreich Böhmen unter Ferdinand I. zu übergeben. Diese Regelung wurde nach Ende des Schmalkaldischen Krieges, der mit der Wittenberger Kapitulation vom 19. Mai 1547 endete und aus dem das ernestinische Sachsen als Verlierer hervorging, umgesetzt. Das albertinische Sachsen erhielt den anderen Teil der Herrschaft Schwarzenberg. 

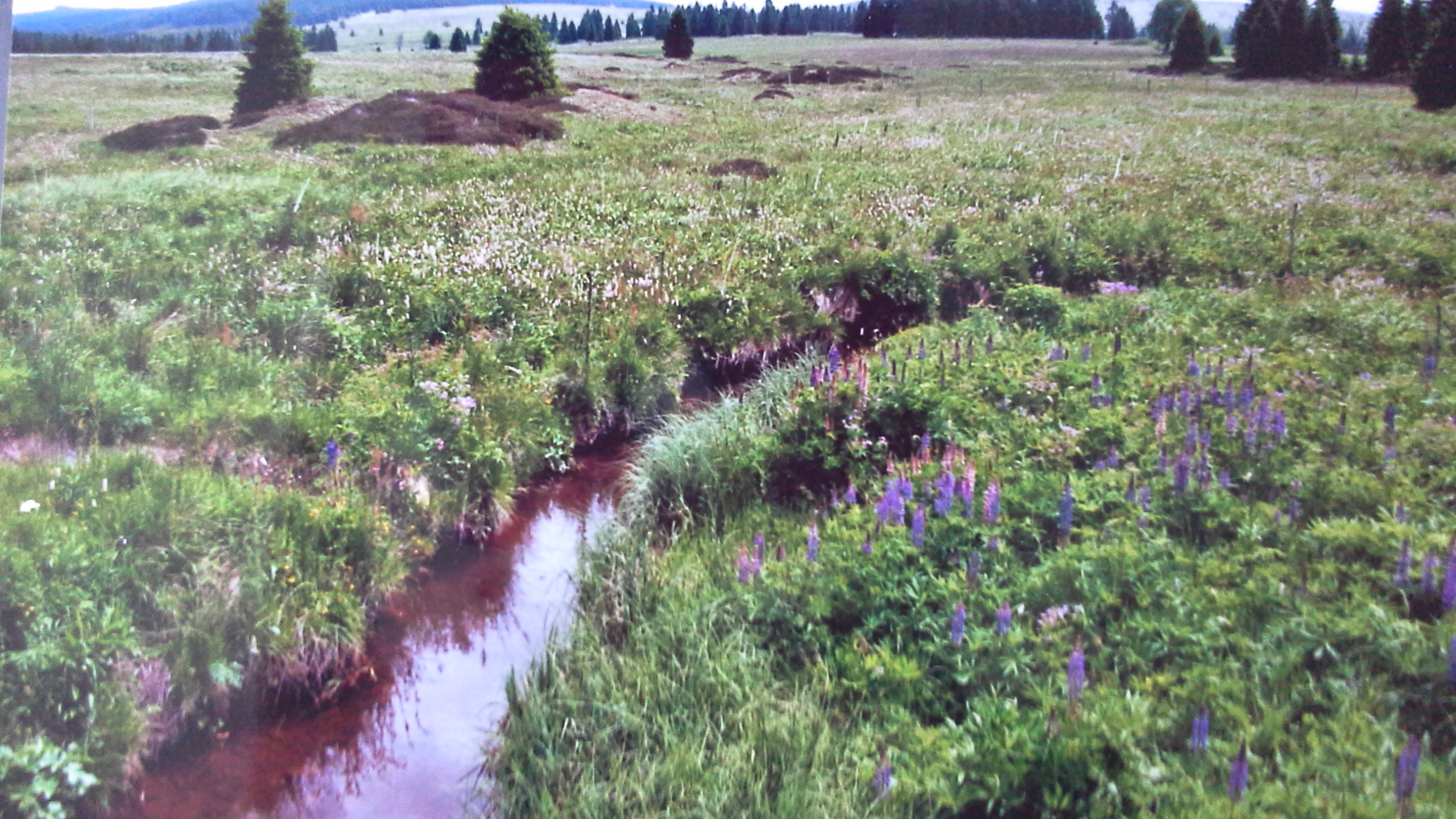
Gottesgaber Hochmoor

Die Teilung verlief alles andere als reibungslos. So gab es beispielsweise Uneinigkeit über die Auslegung des Bergregals. Um vollendete Tatsachen zu schaffen, erließ Ferdinand 1548 die Bergordnung für die neuen Bergstädte. Er stellte die ehemals eigenständigen Bergämter von Platten und Gottesgab unter die Verwaltung von Joachimsthal und ernannte Platten zur Königlichen Bergstadt. Laut Teilungsvertrag sollten die Erträge aus dem Bergbau eigentlich an den sächsischen Kurfürsten abgeführt werden. Die Abrechnungsunterlagen der Böhmischen Krone waren jedoch so undurchsichtig, dass sich die sächsische Seite permanent zu Beschwerden veranlasst sah. Ein tragfähiger Kompromiss konnte erst 1553 erreicht werden, als die Teilung der Bergbaueinnahmen, des Zehnts und der Steuern zwischen Sachsen und Böhmen beschlossen wurde.
Der wirtschaftliche Niedergang begann nach dem Aussiedeln protestantischer Familien um 1650. Durch die Gegenreformation waren, wie in anderen Gegenden des böhmischen Teils des Erzgebirges, die protestantischen Familien gezwungen, als Exulanten sich eine neue Heimat zu suchen. Im sächsischen Erzgebirge fanden sie eine neue Heimat und belebten den dortigen Bergbau mit ihrem Wissen und Erfahrungen.
Ab den Zwanzigerjahren des 18. Jahrhunderts kam es zu Versuchen einer Wiederbelebung des Silbererzbergbaus, die jedoch erfolglos blieben und im Jahr 1812 endeten. Weitere Versuche wurden in den Vierzigerjahren des 19. Jahrhunderts unternommen, auch diese blieben jedoch unwirtschaftlich. Die anschließenden Bemühungen beschränkten sich auf Erkundungsarbeiten. Das letzte Bergwerk wurde zum Ende des 19. Jahrhunderts aufgegeben. Die insgesamt produzierte Menge an Silber aus dem Gottesgaber Revier zwischen 1520 und 1850 wird auf fünf Tonnen geschätzt.
Nach dem Ersten Weltkrieg wurde Gottesgab 1919 der neu geschaffenen Tschechoslowakei zugeschlagen. Aufgrund des  Münchner Abkommens gehörte die Stadt von 1938 bis 1945 zum Landkreis Sankt Joachimsthal, Regierungsbezirk Eger, im Reichsgau Sudetenland des Deutschen Reichs. Die überwiegend deutschböhmische Bevölkerung wurde nach 1945 großteils vertrieben. In den 1950er Jahren verlor Gottesgab (Boží Dar) die Stadtrechte, erhielt diese jedoch am 13. Oktober 2006 zurück.

### Demographie
| Jahr | Einwohner | Anmerkungen                                                                                               |
| ---- | --------- | --- |
| 1783 | 0 k. A.   | 130 Häuser                                                                                                |
| 1830 | 1207      | in 190 Häusern                                                                                            |
| 1845 | 1456      | in 194 Häusern                                                                                            |
| 1869 | 1297      | |
| 1880 | 1380      | |
| 1890 | 1344      | in 162 Häusern, davon 1325 Einwohner mit deutscher Umgangssprache (1339 Katholiken und fünf Evangelische) |
| 1900 | 1314      | deutsche Einwohner                                                                                        |
| 1910 | 1386      | in 164 Häusern, davon 1310 Einwohner mit deutscher Umgangssprache                                         |
| 1920 | 1076      | davon 13 Tschechen                                                                                        |
| 1930 | 1070      | , nach anderen Angaben 1048 Einwohner, davon 19 Tschechen                                                 |
| 1938 | 0938      | [ 13 ] |

| Jahr      | 1950 | 1961 1 | 1970 1 | 1980 1 | 1991 1 | 2001 1 | 2011 1 |
| Einwohner | 816  | 341    | 152    | 128    | 111    | 170    | 193    |

## Sehenswürdigkeiten
- Barockkirche St. Anna aus dem Jahre 1772.
- Gottesgaber Hochmoor (Božídarské rašeliniště), durch das ein ca. drei Kilometer langer Lehrpfad führt. Hier gibt es typische Moorpflanzen wie die seltene Zwerg-Birke.
- Denkmal für den Gottesgaber Heimatdichter Anton Günther von 1936 auf der Grünfläche vor dem Rathaus. Daneben befindet sich ein Gedenkstein, der dem griechischen Schriftsteller Nikos Kazantzakis gewidmet ist, welcher von 1929 bis 1931 in der nahegelegenen Streusiedlung Försterhäuser lebte.
- Westlich das Stadtzentrums beginnt der Plattner Kunstgraben, an dem ein Lehrpfad nach Horní Blatná führt.
- Westlich des nahen Klínovec zweigt von der Straße ein Pfad zum Dreiherrenstein bei Oberwiesenthal ab.
- Durch das Stadtgebiet führt der grenzüberschreitende Anton-Günther-Weg.

## Persönlichkeiten

### Söhne und Töchter der Stadt
- Joseph Wenzel Peithner von Lichtenfels (1725–1807), böhmischer Gubernialbergrat, Bergwerksinspektor und Oberamtsverwalter
- Johann Thaddäus Anton Peithner von Lichtenfels (1727–1792), böhmischer Montanwissenschaftler
- Anton Günther (1876–1937), Dichter und Sänger des Erzgebirges, zu dessen 60. Geburtstag 1936 ein Denkmal errichtet wurde
- Erwin Günther (1909–1974), erzgebirgischer Mundartsprecher
- Ewald Roscher (1927–2002), Skispringer und Bundestrainer der Skispringer

### Personen mit Verbindung zur Stadt
- Nickel von Ende (1504 – nach 1533), kurfürstlich-sächsischer Beamter, Mitbegründer der Stadt
- Kaspar Eberhard (1523–1575), deutscher lutherischer Theologe
- Lukáš Bauer (* 1977), tschechischer Skilangläufer